# يوم هي ران
يوم هي ران (بالكورية: 한국어)‏ ولدت في 30 أكتوبر 1976 في يوسو، كوريا الجنوبية. هي ممثلة كورية جنوبية.

## الأعمال

### أفلام
- بيت العنكبوت (2023)
- لا خيار آخر (2025)

### مسلسلات
- مجد الانتقام (2022)
- فتاة خلف القناع (2023)

## روابط خارجية
- يوم هي ران على موقع IMDb (الإنجليزية)
- يوم هي ران على موقع قاعدة بيانات الفيلم (الإنجليزية)